# Danh sách đĩa nhạc của Giáng Son
Giáng Son sinh năm 1975, là nhạc sĩ, nhà soạn nhạc và giảng viên. Bắt đầu sự nghiệp từ năm 1998, Giáng Son cùng ca sĩ Lan Hương đã thành lập ban nhạc Exotica và bước đầu đạt thành công khi trình diễn các ca khúc của Giáng Son và giành giải "Đĩa nhạc xanh", riêng cá nhân cô giành "Tác giả trẻ xuất sắc nhất" tại Liên hoan Ban nhạc sinh viên toàn quốc lần thứ nhất năm 1999. Sau đó, Giáng Son với vai trò là thủ lĩnh đã đồng thành lập nên nhóm nhạc 5 Dòng Kẻ
Từ đó đến nay, cô là tên tuổi lớn trong nền nhạc nhẹ Việt Nam khi ra mắt 2 album phòng thu, cùng các sáng tác đa thể loại được thể hiện bởi nhiều nghệ sĩ.

## Album phòng thu cá nhân
| Album                                          | Hãng đĩa             | Ngày phát hành       | Ghi chú |
| ---------------------------------------------- | -------------------- | -------------------- | ------- |
| Giáng Son                                      | Hãng phim Phương Nam | 29 tháng 6 năm 2007  |         |
| Bóng tối Jazz (cùng Trần Thu Hà và Tùng Dương) | Dihavina             | 16 tháng 10 năm 2015 |         |
| Sing My Sol                                    | Hãng đĩa Thời Đại    | 16 tháng 11 năm 2023 |         |

## Danh sách các ca khúc của Giáng Son
| Tên ca khúc                                             | Người soạn lời / Thơ                   | Năm sáng tác         | Ghi chú                        |
| ------------------------------------------------------- | -------------------------------------- | -------------------- | ------------------------------ |
| "Anh"                                                   |                                        | 1995                 |                                |
| "Anh đừng buồn em nhé!" ("Ngày tăng ca")                |                                        |                      |                                |
| "Anh kể em nghe"                                        |                                        |                      |                                |
| "Anh là hạnh phúc của đời em"                           | Xuân Quỳnh                             |                      |                                |
| "Âm vang Điện Biên"                                     | Phạm Hồng Điệp                         |                      |                                |
| "Bài ca của em"                                         |                                        | 1992                 |                                |
| "Bài thơ tháng 2"                                       | Nguyễn Thái Cơ                         | 1991                 |                                |
| "Biển Việt Nam"                                         |                                        |                      |                                |
| "Bóng tối Jazz"                                         | Nguyễn Vĩnh Tiến                       | 2004                 |                                |
| "Cây ánh sáng"                                          |                                        | 2000                 |                                |
| "Chạm"                                                  | Giáng Son                              |                      |                                |
| "Chúc mừng năm mới"                                     |                                        | 12 tháng 12 năm 2023 |                                |
| "Chúng ta mong hòa bình"                                |                                        |                      |                                |
| "Chút nắng vàng bay"                                    | Nguyễn Vĩnh Tiến                       | 2004                 |                                |
| "Con yêu thơ dại"                                       |                                        |                      |                                |
| "Cỏ và mưa"                                             | Nguyễn Trọng Tạo                       | 2000                 | Tập thơ Đồng dao cho người lớn |
| "Dấu ấn"                                                |                                        | 2004                 |                                |
| "Đêm đợi"                                               | Phan Vũ                                | 2009                 | Đêm đợi                        |
| "Đêm nay ta muốn tự tình"                               | Vũ Quỳnh Hương                         |                      |                                |
| "Đóa hoa từ mẫu"                                        | Phạm Hồng Điệp                         |                      |                                |
| "Đồng Xa"                                               |                                        |                      |                                |
| "Đợi em anh nhé!"                                       |                                        | 1992                 |                                |
| "Em"                                                    |                                        | 1999                 |                                |
| "Em vẫn mơ về"                                          | Nguyễn Vĩnh Tiến                       |                      |                                |
| "Giấc mơ cho em"                                        |                                        |                      |                                |
| "Giấc mơ trưa"                                          | Nguyễn Vĩnh Tiến                       | 4 tháng 2 năm 2004   |                                |
| "Gửi"                                                   | Giáng Son                              |                      |                                |
| "Hà Nội 12 mùa hoa"                                     | Giáng Son                              | 2012                 |                                |
| "Hát cho đêm nghe"                                      |                                        |                      |                                |
| "Hãy mỉm cười"                                          |                                        |                      |                                |
| "Hoàn Kiếm"                                             | Nguyễn Vĩnh Tiến                       | 2019                 |                                |
| "Hồi hướng"                                             | Kinh Từ bi                             | tháng 3 năm 2023     |                                |
| "I Love Music"                                          | Giáng Son                              | 2004                 |                                |
| "I Love You"                                            |                                        | 1992                 |                                |
| "I'm Sorry"                                             |                                        | 1992                 |                                |
| "Khát"                                                  | Vi Thùy Linh / Nguyễn Trọng Tạo        | 1999                 |                                |
| "Khúc yêu"                                              | Trương Quế Chi                         |                      |                                |
| "Kỷ niệm"                                               |                                        | 1995                 |                                |
| "Lời thì thầm"                                          |                                        | 1992                 |                                |
| "Mong manh"                                             |                                        | 1999                 |                                |
| "Mơ"                                                    |                                        | 1996                 |                                |
| "Mơ em chợ tình Sapa"                                   |                                        |                      |                                |
| "Mời anh thưởng trà"                                    | Nguyễn Vĩnh Tiến                       |                      |                                |
| "Mùa đông không lạnh"                                   | Trương Quế Chi                         |                      |                                |
| "Mùa nhớ"                                               |                                        | 2008                 |                                |
| "Mưa"                                                   |                                        | 1991                 |                                |
| "Nắng & gió"                                            | Nguyễn Vĩnh Tiến                       |                      |                                |
| "Nắng muộn"                                             | Hà Quang Minh                          |                      |                                |
| "Nến trắng"                                             | Nguyễn Trọng Tạo                       | 2000                 | Tập thơ Nương thân             |
| "Nếp ngày"                                              | Nguyễn Vĩnh Tiến                       | 2004                 |                                |
| "Ngày anh đến"                                          |                                        | 2000                 |                                |
| "Ngày vừa chớp mắt"                                     | Nguyễn Vĩnh Tiến                       |                      |                                |
| "Ngọn gió trong đêm"                                    |                                        |                      |                                |
| "Người yêu dấu"                                         |                                        | 1991                 |                                |
| "Nhớ anh"                                               | Giáng Son                              |                      |                                |
| "Những mùa hè lạnh"                                     | Nguyễn Vĩnh Tiến                       |                      |                                |
| "Nơi ấy có anh"                                         | Lê Cảnh Nhạc                           |                      |                                |
| "Phố khuya"                                             | Nguyễn Vĩnh Tiến                       | 2006                 |                                |
| "Quà tặng trái tim"                                     |                                        |                      |                                |
| "Rạng ngời Điện Biên"                                   | Dương Quyết Thắng                      |                      |                                |
| "Sóng"                                                  |                                        | 1999                 |                                |
| "Tây Thiên ca"                                          | Trụ trì Đại Bảo tháp Mandala Tây Thiên |                      |                                |
| "Thái Bình của tôi"                                     |                                        |                      |                                |
| "Thái Bình yên bình"                                    | Dương Quyết Thắng                      |                      |                                |
| "Thu cạn"                                               | Y Mai                                  | 2007–2009            | Cho cạn kiệt mùa thu           |
| "Thu sớm"                                               |                                        | 2009                 |                                |
| "Thức dậy con yêu nhé"                                  |                                        |                      |                                |
| "Thương cha"                                            | Phạm Hồng Điệp                         |                      |                                |
| "Tìm"                                                   | Giáng Son                              |                      |                                |
| "Tìm cha"                                               | Phạm Hồng Điệp                         |                      |                                |
| "Tình yêu dành cho em"                                  |                                        | 1991                 |                                |
| "Tình yêu dành cho con"                                 |                                        |                      |                                |
| "Tình yêu lính đảo"                                     |                                        |                      |                                |
| "Tình yêu mùa hè"                                       |                                        |                      |                                |
| "Trong mắt anh"                                         | Phạm Phương Chi                        | 1991                 |                                |
| "Trôi trong gương"                                      | Nguyễn Vĩnh Tiến                       | 2004                 |                                |
| "Trường Đại học Sân khấu và Điện ảnh Hà Nội yêu thương" | Lương Hoàng Thi                        |                      |                                |
| "Trường Sa trong tim ta"                                | Trung Quân                             | 2013                 |                                |
| "Vẽ em"                                                 | Phan Vũ                                |                      |                                |
| "Về đây tình tang"                                      | Quang Long                             |                      |                                |
| "Vệt buồn"                                              |                                        |                      | Vệt buồn tháng Sáu             |
| "Xuân Hà Nội"                                           | Giáng Son và Lan Hương                 | 1992                 |                                |
| "Yêu thương như giấc mơ"                                |                                        |                      |                                |

## Bản thu âm
| Năm  | Tên album                                                     | Loại        | Nghệ sĩ thu âm               | Ca khúc | Chú thích                            |
| ---- | ------------------------------------------------------------- | ----------- | ---------------------------- | --- | ------------------------------------ |
| 1999 | Ngày ban mai                                                  |             | 5 Dòng Kẻ và Nhóm Khoai Tây  | |                                      |
| 2003 | Em                                                            |             | 5 Dòng Kẻ                    | - Sóng - Em - Anh - Mưa - Cỏ và mưa                                                                                   |                                      |
| 2006 | Ban mai xanh                                                  |             | Khánh Linh                   | - Giấc mơ trưa |                                      |
| 2007 | Âm bản                                                        |             | Đoan Trang                   | - Cỏ và mưa (Grass Craves for Rain) - Nếp ngày (Groove) - Trôi trong gương (Drifting Within Mirror) - Scat (Impromtu) |                                      |
| 2007 | Sau cơn mưa                                                   |             | Khánh Linh                   | - Hát cho đêm nghe - Mơ em chợ tình Sapa                                                                              |                                      |
| 2007 | Thế giới tuyệt vời                                            |             | Nguyễn Ngọc Anh              | - Dấu ấn |                                      |
| 2007 | Ôi! "Đàn cò"                                                  |             | Dương Thùy Anh               | - Giấc mơ trưa |                                      |
| 2008 | Nhan sắc                                                      |             | Mỹ Lệ                        | - I Love Music |                                      |
| 2009 | Nơi bình yên                                                  |             | Thanh Lam                    | - Gửi |                                      |
| 2009 | Dzung                                                         |             | Vương Dung                   | - Mùa đông không lạnh                                                                                                 |                                      |
| 2010 | Romance                                                       |             | Quỳnh Hoa                    | - Phố khuya |                                      |
| 2010 | Một thập kỷ ca hát                                            |             | 5 Dòng Kẻ                    | - Cỏ và mưa |                                      |
| 2011 | "Nếu như anh đến"                                             | Đĩa đơn     | Văn Mai Hương                | - I Love Music |                                      |
| 2011 | Son                                                           |             | Trang Nhung                  | - Giấc mơ trưa |                                      |
| 2012 | Hãy mỉm cười                                                  |             | Văn Mai Hương                | - Hãy mỉm cười - I Love Music                                                                                         |                                      |
| 2012 | Bức thư tình thứ 5                                            |             | Tấn Minh                     | - Vẽ em |                                      |
| 2014 | Top Hits 62 – Hoa xuân                                        |             | Thu Phương                   | - Hà Nội 12 mùa hoa                                                                                                   |                                      |
| 2015 | Một cõi tình phai                                             |             | Lam Anh                      | - Cỏ và mưa |                                      |
| 2015 | Son                                                           |             | Trang Nhung                  | - Giấc mơ trưa |                                      |
| 2015 | Gọi trăng                                                     |             | Nhật Lan Vy                  | - Giấc mơ trưa |                                      |
| 2015 | Ngọc                                                          | Đĩa mở rộng | Giang Hồng Ngọc              | - Cỏ và mưa |                                      |
| 2016 | Đêm nhiệt đới                                                 |             | Thùy Chi                     | - Gửi - Thức dậy con yêu nhé                                                                                          |                                      |
| 2016 | Gió bay về ngàn                                               |             | Mai Trang                    | - Mùa nhớ |                                      |
| 2017 | Cỏ & mưa                                                      |             | Giang Hồng Ngọc              | - Cỏ và mưa |                                      |
| 2017 | Portrait                                                      |             | Uyên Linh                    | - Nhớ anh |                                      |
| 2018 | Mùa lá đi qua                                                 |             | Khánh Ly                     | - Phố khuya - Hà Nội 12 mùa hoa - Ngày vừa chớp mắt                                                                   |                                      |
| 2018 | Câu chuyện                                                    |             | Hoài Phương                  | - Giấc mơ trưa |                                      |
| 2020 | Bụi mơ                                                        | Đĩa mở rộng | Madihu và Hạc Mai Sương      | - Covamua |                                      |
| 2020 | King of Rap Tập 15                                            |             | Pháo, Chị Cả và Thùy Chi     | - Giấc mơ trưa |                                      |
| 2020 | Đá xanh                                                       |             | Thu Vàng và Vân Châu         | - Giấc mơ trưa |                                      |
| 2021 | Xuân hạ thu đông, rồi lại xuân                                |             | Hòa Minzy                    | - Thu cạn |                                      |
| 2021 | "Xuân hạ thu đông, rồi lại xuân (Tập 9)"                      | Đĩa đơn     | Anh Tú và Hòa Minzy          | - Hà Nội 12 mùa hoa                                                                                                   |                                      |
| 2022 | Xuân thức giấc                                                |             | Minh Thu                     | - Hà Nội 12 mùa hoa                                                                                                   |                                      |
| 2022 | Trạm 4: Xuân hạ thu đông, rồi lại xuân 2                      |             | Trúc Nhân                    | - Thu cạn |                                      |
| 2022 | Yêu và mơ                                                     |             | Hiền Nguyễn Soprano và OPlus | - Cỏ và mưa |                                      |
| 2023 | Rap Việt Mùa 3 (2023) [Tập 3]                                 | Đĩa mở rộng | Mike và Đặng Thái Bình       | - Về quê | Phiên bản làm lại của "Giấc mơ trưa" |
| 2023 | "Cỏ và mưa (Live Version)"                                    | Đĩa đơn     | Bạch Công Khanh              | - Cỏ và mưa |                                      |
| 2023 | The Khang Show (EP13 Ngày mai hoa sẽ nở)                      | Đĩa mở rộng | Nguyên Khang và Ngọc Mai     | - Hà Nội 12 mùa hoa                                                                                                   |                                      |
| 2023 | Chinh phục thần tượng 2023 (Tập 4)                            | Đĩa mở rộng | Khánh Ngọc và Như Ý          | - Thu cạn |                                      |
| 2023 | Khi Cello hát                                                 |             | Bùi Hà Miên                  | - Hà Nội 12 mùa hoa                                                                                                   |                                      |
| 2023 | Mùa thu Hà Nội                                                | Đĩa mở rộng | Lê Duy Mạnh                  | - Hà Nội 12 mùa hoa                                                                                                   |                                      |
| 2024 | Bản giao hưởng hòa bình 2024 – 70 mùa thu vang khúc khải hoàn |             | Dàn nhạc giao hưởng mùa xuân | - Hà Nội 12 mùa hoa                                                                                                   |                                      |